# الكتاب المبدعون وحلم اليقظة
الكتاب المبدعون وحلم اليقظة (بالألمانية: Der Dichter und das Phantasieren)، هي محاضرة غير رسمية ألقاها سيغموند فرويد في عام 1907، ونُشرت لاحقًا في عام 1908، وتتحدث عن العلاقة بين الخيال اللاواعي والفن الإبداعي.
حجّة فرويد - التي تفيد بأن الفنانين، عندما يستحضرون ذكريات حلم اليقظة والأنشطة الترفيهية في طفولتهم، ينجحون في جعلها مقبولة من خلال تقنيتهم الجمالية - كانت لها تأثير واسع النطاق على الحداثة الراجعة للحرب العالمية الأولى.